# Acutandra punctatissima
Acutandra punctatissima là một loài bọ cánh cứng trong họ Cerambycidae.